# ANZAC Bridge
L'ANZAC Bridge (inaugurato nel 1995 come New Glebe Island Bridge) è un ponte strallato di Sydney in Australia. A partire dal 1998, l'opera è diventata un monumento che commemora i soldati dell'ANZAC, il corpo di spedizione australiano e neozelandese durante la prima guerra mondiale.

## Descrizione
Si tratta di un ponte strallato lungo 805 metri e alto 120 m. Le due campate laterali misurano 140 metri, mentre quella centrale ne misura 345 m. L'altezza del piano stradale è situata ad un'altezza di 32 metri sul livello dell'acqua. Il ponte ospita due carreggiate stradali, ciascuna delle quali presenta quattro corsie per direzione e un ampio marciapiede e pista ciclabile. Il ponte è attraversato quotidianamente da circa 130.000 veicoli, mentre la velocità massima consentita è di 60 km/h. Non è previsto pedaggio per l'attraversamento del ponte.

## Storia
La costruzione del ponte si rese necessaria negli anni '80 del XX secolo per sostituire il Glebe Point Bridge, ponte girevole di inizio Novecento, ormai insufficiente a sostenere i crescenti volumi di traffico. Il ponte, progettato dall'ingegnere Ray Wedgwood, venne realizzato dalla società australiana Baulderstone.
La costruzione dell'infrastruttura, durata 3 anni, si concluse con l'inaugurazione del ponte, avvenuta il 3 dicembre 1995 con il nome di New Glebe Island Bridge.

### La trasformazione del ponte in monumento
In occasione dell'80ºanniversario del Remembrance Day, l'11 novembre 1998, il ponte venne rinominato in ANZAC Bridge per commemorare il sacrificio dei soldati dell'ANZAC (corpo di spedizione australiano e neozelandese) durante la prima guerra mondiale. La ridenominazione del ponte venne celebrata con una importante cerimonia alla quale parteciparono l'allora governatore del Nuovo Galles del Sud Bob Carr ed un veterano dell'ANZAC. Per questo motivo da quel giorno alla sommità del pilone orientale è posta una bandiera australiana, mentre su quello occidentale una neozelandese. In occasione dell'ANZAC Day (25 aprile) del 2000, venne svelata una statua che commemora i soldati australiani dell'ANZAC; vennero inoltre posti al centro del ponte due distintivi militari raffiguranti un Sole levante. Il 27 aprile 2008, alla presenza del primo ministro della Nuova Zelanda Helen Clark venne posta una statua che commemora i soldati neozelandesi del corpo di spedizione. Le due statue, sotto le quali è stata posta una manciata di sabbia proveniente dalle spiagge Gallipoli, rappresentano così lo stretto legame di amicizia tra Australia e Nuova Zelanda.
Tra il 2010 e il 2013 il ponte è stato sottoposto ad importanti lavori di manutenzione, specialmente agli stralli.

## Sport
Il percorso della maratona maschile e femminile durante i giochi olimpici di Sydney 2000 è passato attraverso il ponte.

## Nella cultura di massa
- Sul ponte vennero girate alcune scene del film Terza generazione.
- Il video della canzone "It's Alright" della cantante australiana Deni Hines è stato girato sul ponte nel 1995, pochi mesi prima del suo completamento[8].
- In un verso della canzone "Purple Sneakers", composta nel 1994 dal gruppo You Am I, si fa menzione del ponte[5].

## Curiosità
L'ANZAC Bridge non è l'unico ponte al mondo che commemora i combattenti della campagna di Gallipoli. Il ponte dei Dardanelli, nei pressi di Gallipoli in Turchia, commemora anch'esso i combattenti della campagna ma dello schieramento opposto: quello ottomano.

## Galleria d'immagini

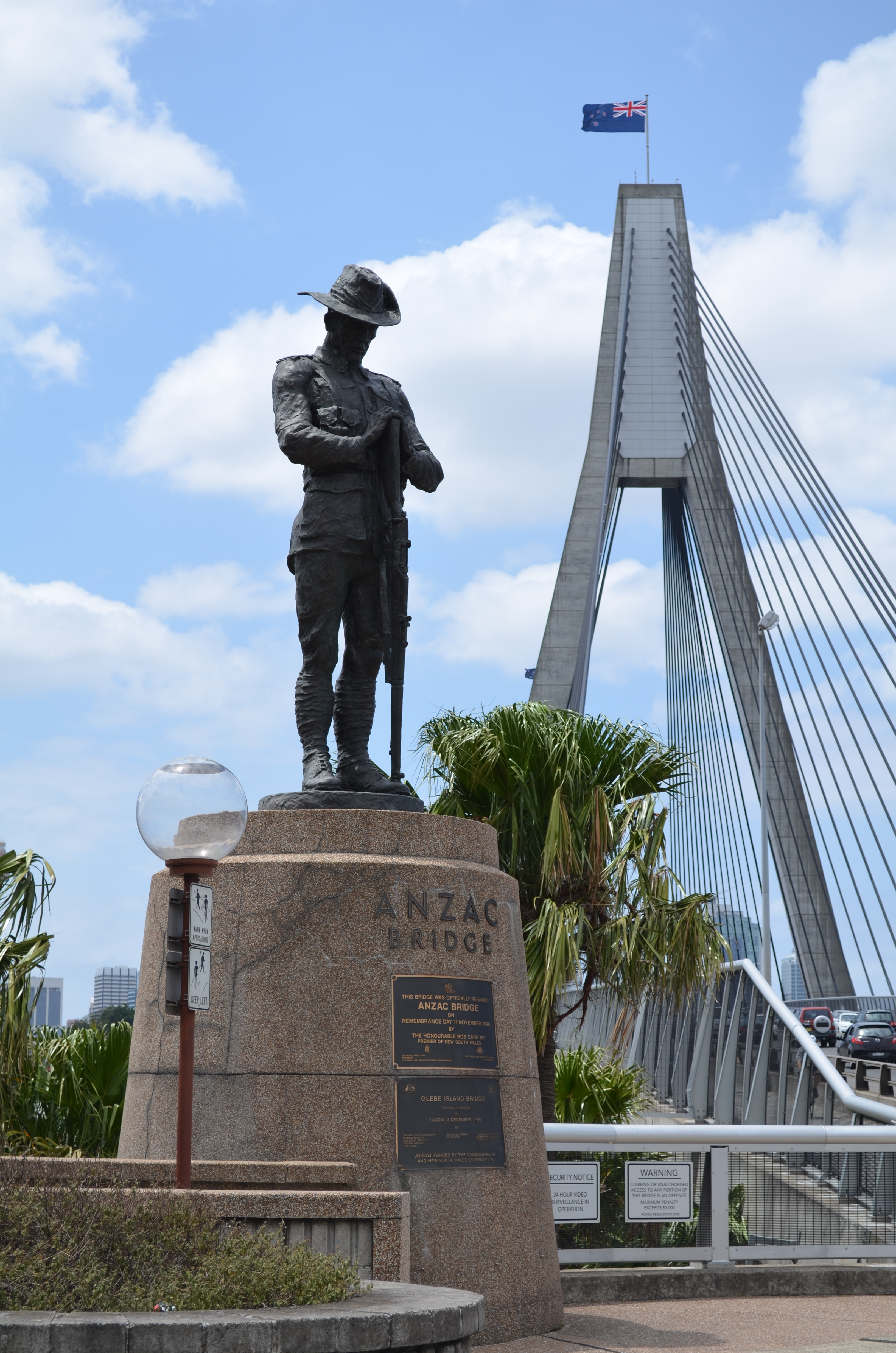
La statua raffigurante un soldato australiano dell'ANZAC. Sopra il pilone, è possibile scorgere la bandiera neozelandese. Al di sotto della statua è conservata della sabbia proveniente da Gallipoli, a ricordo della battaglia omonima
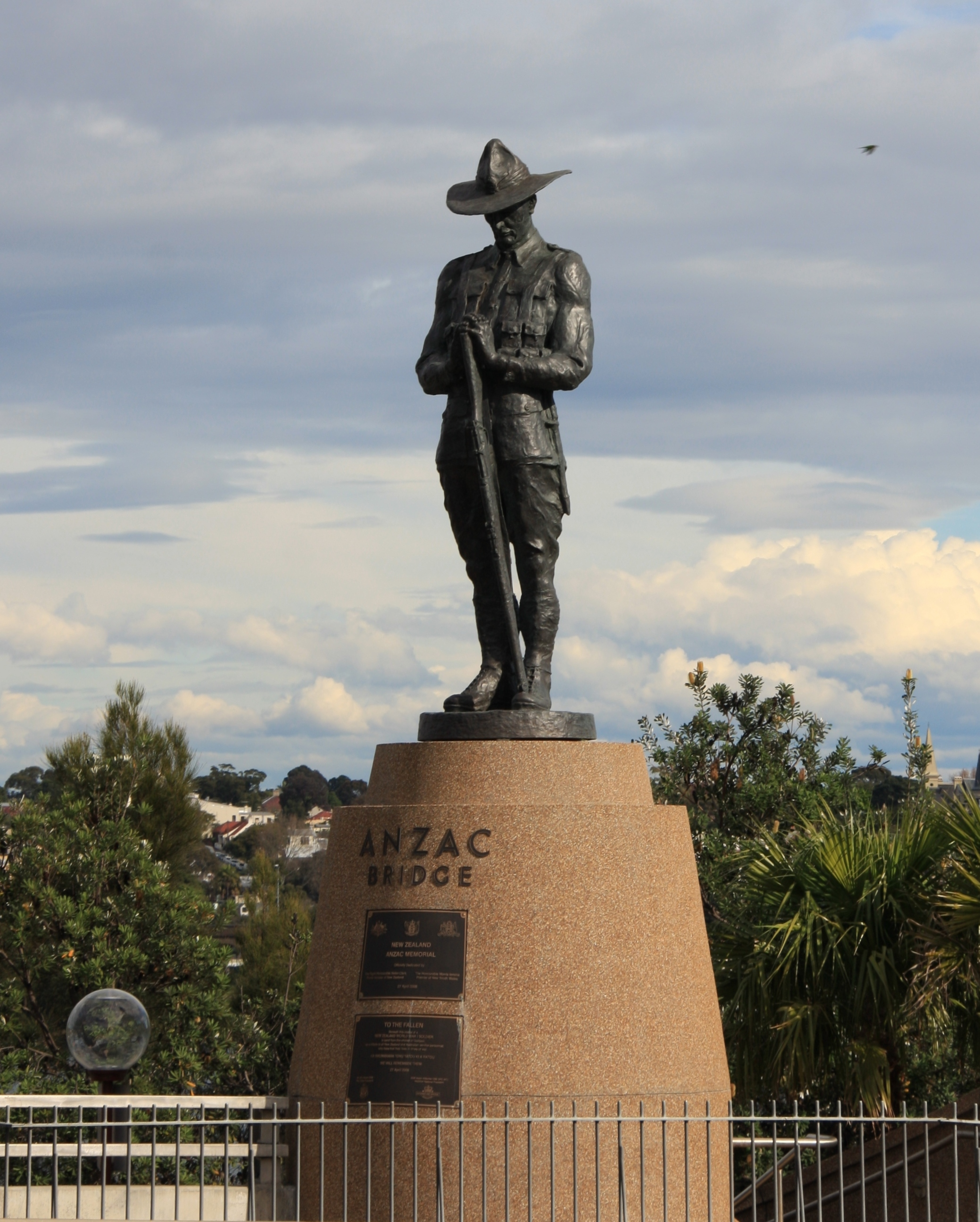
La statua del raffigurante un soldato neozelandese dell'ANZAC, collocata nel 2008 in posizione opposta rispetto a quella del soldato australiano
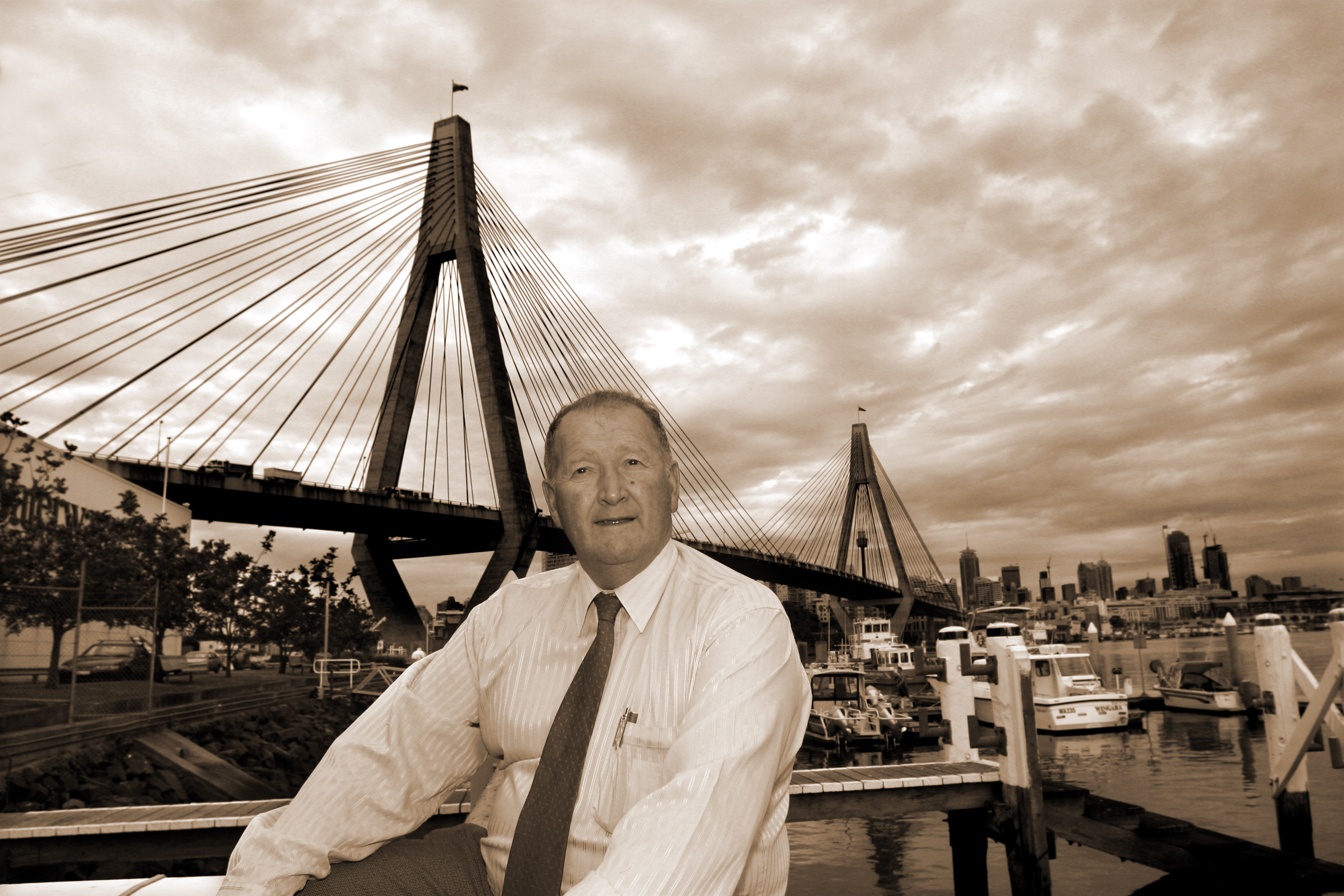
Ray Wedgwood, il progettista del ponte (sullo sfondo). Foto del 2004
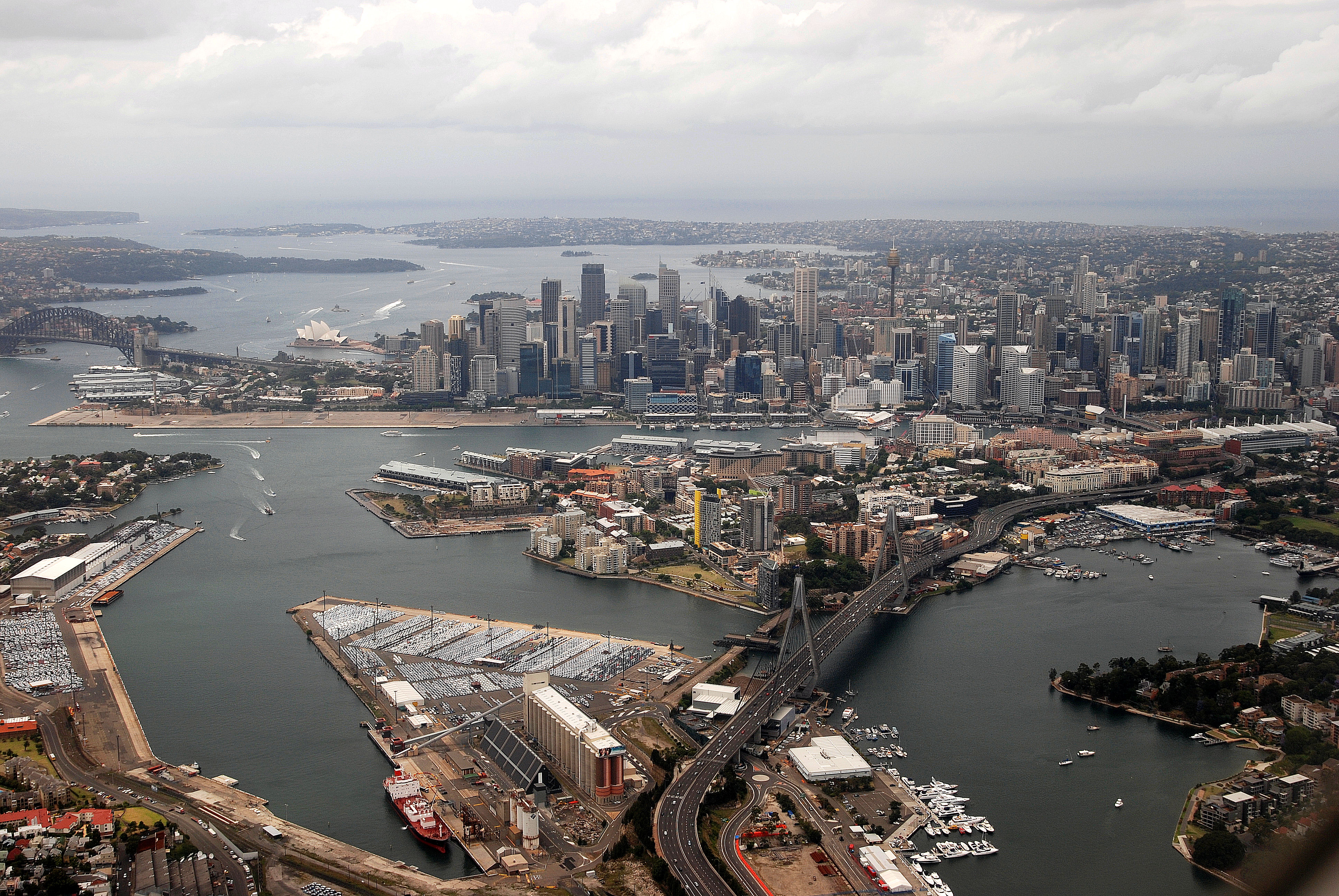
Veduta aerea del ponte nell'area urbana di Sydney; si possono scorgere anche il Sydney Harbour Bridge e il Teatro dell'Opera di Sydney
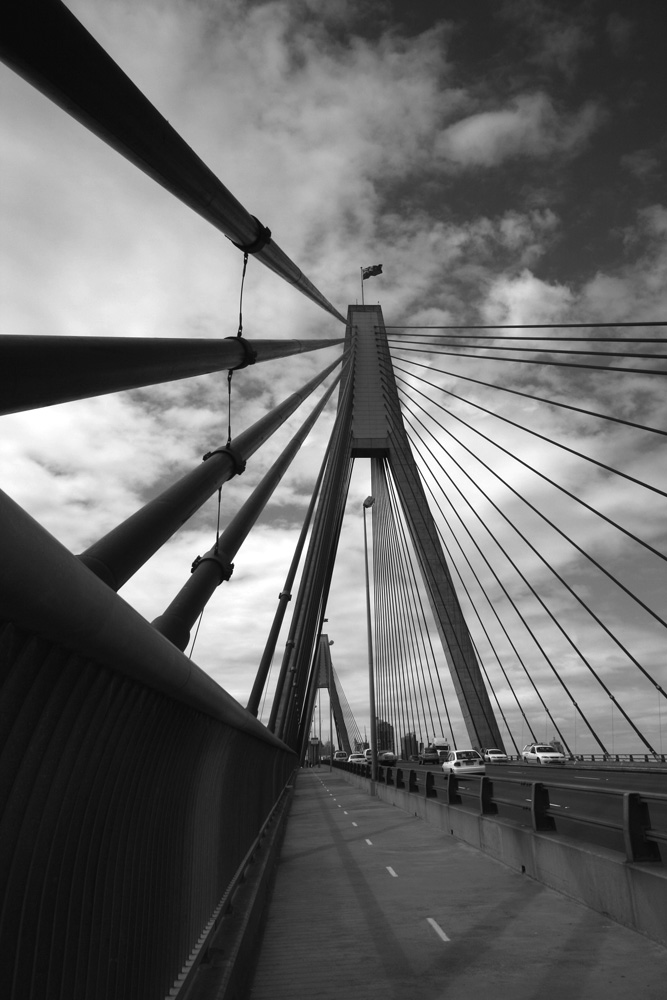
Veduta del piano stradale.